# Тавче гравче

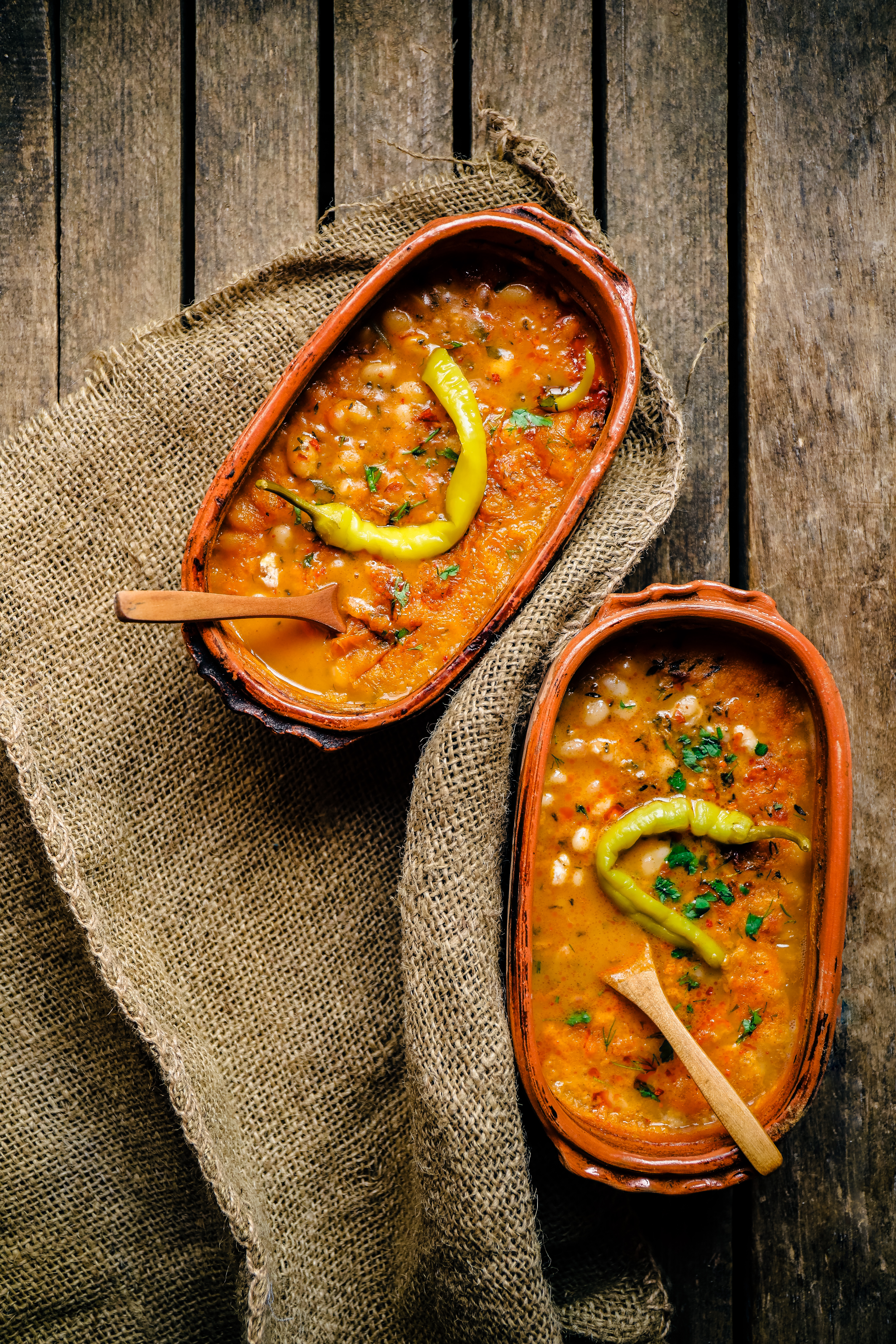
Приготованний Тавче Гравче

Т́авче Гр́авче — страва македонської кухні. Назва страви складається з двох слів: «тавче» — особливий глиняний посуд, та «гравче» — біб. Інші назви страви — гравче на тавче, боби по-македонськи. В сербській кухні є подібна страва пребранац.

## Інгредієнти
Нижче наведені інгредієнти для приготування страви, але варто врахувати, що у деяких частинах країни можуть використовуватися дещо інші інгредієнти.
- Білі боби
- Цибуля
- Олія
- Стручковий перець, також відомий як паприка або перець овочевий.
- Червоний та чорний перець, сіль та зелень петрушки.
- Цукор та м'ясо по бажанню.

Канонічними для приготування страви є великі білі боби, що вирощується в околицях міста Тетово.

## Приготування
Очищені боби потрібно змочувати у холодній воді протягом 3-х годин, щоб вони стали м'якими. Після цього виливаємо воду та замінюємо свіжою, залишаємо варитися на найменшому вогні до майже повної готовності. Хвилин за 20 до готовності кидаємо лавровий лист та солимо. Коли боби приготувалися (важливо знати коли це стається, бо сирі боби отруйні) зливаємо відвар у чашку.
Цибулю нарізуємо кубиками, пасеруємо у олії до м'якості, можна додати трохи відвару, у якому варилися боби. Готову цибулю додаємо у каструлю з бобами. Туди ж кидаємо зубчик часника, червоний та чорний перець, дрібно порізаний стручковий перець, а також подрібнені у блендері томати. Цукор по бажанню. Перемішуємо та доводимо до кипіння. Перекладаємо у фаянсу та відправляємо у духовку, розігріту до 180°С, запікаємо 40 хвилин.
В ідеалі рідина має трохи випаритися загустіти, боби мають бути цілими, а страва не бути сухою. Перед подачею посипаємо петрушкою. Фаянса використовується не тільки як традиційний посуд, а й дозволяє тримати боби у теплі.
Боби можна їсти з різними видами м'яса. Тавче гравче з бобами міста Тетово дуже відома страва у Македонії.